# Liga Mexicana de Béisbol 1925
La Temporada 1925 de la Liga Mexicana de Béisbol fue la que dio inicio a la historia del béisbol profesional en México.
Tras la fusión de las Asociaciones Mexicana y del D. F. el 24 de febrero de 1925, se fundó un solo organismo que regía el béisbol en aquel entonces. Los esfuerzos en conjunto de Ernesto Carmona Verduzco y Alejandro Aguilar Reyes "Fray Nano" llevaron a la creación de la Liga Mexicana de Béisbol, luego de varias reuniones con los directivos de los clubes existentes en aquel entonces.
Alejandro Aguilar Reyes quedó como presidente, además de ser priopietario del famoso Parque Franco Inglés, era titular de la Asociación de Ampayers, periodista, y en algunas ocasiones se ponía los arreos para cantar bolas y strikes, o bien, auxiliar en las bases.
No se tienen datos específicos sobre los líderes de bateo y pitcheo, debido a que la compilación de estadísticas se empezó a llevar formalmente hasta la temporada de 1937.

## Bases de la primera temporada
Cuatro días antes del primer juego oficial, y tras una larga reunión, que finalizó cerca de la medianoche del miércoles 24 de junio, quedaron establecidas las bases para la temporada:
"...Los señores Eduardo Ampudia (México), Ernesto Carmona (Agraria), el general Andrés Zarzoza (74 Regimiento), Agustín Verde (Águila), Jesús García (Guanajuato) y Jorge Bixler (Nacional) eran los propietarios de los clubes en la Liga Mexicana. 
El 2 de enero de cada año se cambiaría la directiva, o bien pudiera haber reelección, según lo determinado por los propietarios. 
La liga estaría integrada por 6 equipos con un rol de 14 encuentros por club, comenzando el 28 de junio y finalizando el 18 de octubre del presente año. 
Cada club podría tener un máximo de 20 jugadores o menos, entre mexicanos y extranjeros, según la necesidad de cada uno. Los escenarios en el D. F. serían el Parque Franco Inglés y el Parque Anáhuac. 
La inscripción por cada club sería de 50 pesos, y cada uno podría designar a su anotador oficial. Si un club hubiera desistido, por varias causas, tenía de 24 a 48 horas para volver a integrarse. De otra forma quedaría fuera de la liga". 
Estos son los más importantes puntos (de un total de 35) que se expusieron en dicha junta. Se determinó, que, por ser los dos clubes de más arraigo, de aquel entonces, que el Club México y el Agraria de México se enfrentarían en el juego inaugural de la Liga Mexicana, el domingo 28 de junio.

### Primeros resultados
El 74 Regimiento tenía su sede en Atlixco, Puebla, pero jugaba en la capital del estado. Luego de ese 28 de junio, la temporada de la Liga Mexicana, empezó con su rol normal jugándose solo los domingos - y el 5 de julio, en el Parque Franco Inglés, el México derrotó 3-2 a Club Guanajuato; en el Anáhuac, Nacional 5-4 al Agraria, y 74 Regimiento 8-4 al Águila en el Parque Docurro en Veracruz. 
El domingo 28 de junio, en el Parque Franco Inglés, el México había vencido 7-5 al Agraria en 14 entradas, en el primer juego oficial de la Liga Mexicana, con duración de 3:10 horas. Estos fueron los primeros resultados del aquel histórico 1925. 
El Águila se retiró tras perder el segundo juego, también en el Puerto de Veracruz, ante el 74 Regimiento 9-3, el 19 de julio. Agustín Verde, propietario y mánager, a quien le concedieron jugar los tres primeros juegos en el puerto, determinó dejar la liga por falta de pitcheo, y no sufrir más humillaciones en el resto de la temporada. 
Al salir el Águila, la Liga Mexicana tuvo que modificar su rol de juegos, el cual quedó en 14 encuentros por club, incluyendo los primeros resultados. A los porteños se le cargaron ocho derrotas por forfeit.

## Primeros equipos
| Liga Mexicana de Béisbol 1925 |           |                 |                        |
| Equipo                        | Fundación | Mánager         | Ciudad                 |
| 74 Regimiento de Puebla       | 1925      | Jesús Valdez    | Puebla, Puebla         |
| Agraria de México             | 1925      | Ernesto Carmona | México, D. F.          |
| Club Guanajuato               | 1909      | Jesús García    | Guanajuato, Guanajuato |
| Club México                   | 1925      | Eduardo Ampudia | México, D. F.          |
| Nacional de México            | 1925      | Genaro Casas    | México, D. F.          |
| Rojos del Águila de Veracruz  | 1903      | Agustín Verde   | Veracruz, Veracruz     |

## Posiciones
| Liga Mexicana de Béisbol | Liga Mexicana de Béisbol | Liga Mexicana de Béisbol | Liga Mexicana de Béisbol | Liga Mexicana de Béisbol |
| Equipo                   | JG                       | JP                       | PCT                      | JV                       |
| ------------------------ | ------------------------ | ------------------------ | ------------------------ | ------------------------ |
| 74 Regimiento            | 10                       | 4                        | .714                     | -                        |
| México                   | 10                       | 4                        | .714                     | -                        |
| Carmona(1)               | 6                        | 3                        | .667                     | 1.5                      |
| Nacional                 | 7                        | 7                        | .500                     | 3.0                      |
| Agraria                  | 2                        | 3                        | .400                     | 3.5                      |
| Guanajuato               | 5                        | 9                        | .357                     | 5.0                      |
| Águila(2)                | 0                        | 10                       | .000                     | 8.0                      |

| Empatados en primer lugar, por lo que se jugó una Serie por el Campeonato |

1 Tomó el lugar del Agraria.
2 Abandonó la liga.

### Primer campeón
El 74 Regimiento, posteriormente se cambió a Xalapa, Veracruz, celebrando juegos en el también desaparecido Parque Juárez, finalizando la temporada en San Luis Potosí, pero conservando su nombre original. Al año siguiente, se convirtieron en Tuneros de San Luis.
La temporada, que fue exitosa, en todos los aspectos, finalizaría con la coronación del 74 Regimiento, quienes junto con el México terminaron en el primer lugar con marca de 10-4, por lo que la Liga Mexicana determinó realizar una serie extra para decidir el título. 
Toda la serie se realizó en el Parque Franco Inglés. El primer juego fue el 15 de noviembre, con un triunfo para las huestes del "Niño Prodigio" Eduardo Ampudia, 12-1. Pero luego cayeron, 5-2 el 22 de noviembre; 19-3 el 29 de noviembre y 12-6, el 6 de diciembre. De esta manera el 74 Regimiento se llevó la serie 3 juegos a 1 para coronarse como el primer campeón en la historia de la Liga Mexicana de Béisbol. El mánager campeón fue Jesús "Matanzas" Valdez.